# Gare Lille-Flandres (metrostation)
Het metrostation Gare Lille-Flandres is een station van metrolijn 1 en metrolijn 2 van de metro van Rijsel. De naam komt van het treinstation waar het zich onder bevindt. Het station werd in 1983 geopend door François Mitterrand; dit betrof het eerste deel van lijn 1. In 1989 werd lijn 2 geopend. Voordat het metrostation Gare Lille-Europe werd geopend op 5 mei 1994, heette dit station "Gares". De opening van het nieuwe metrostation Gare Lille-Europe leidde dus tot de verandering van de naam van het metrostation in Gare Lille-Flandres.
Het station is eveneens het beginpunt van de twee lijnen van de Tram van Rijsel die richting Roubaix en Tourcoing gaan. Mede dankzij de tram waren er in 2009 op Lille Flandres ongeveer 170.000 reizigers per dag te vinden.
Er zijn verschillende uitgangen: een richting het Station Lille-Flandres, een naar het winkelcentrum Euralille, een naar Place des Buisses en een naar Rue des Cannonniers.
Gare Lille-Flandres is een van de drie gedeeltelijke eindstations van lijn 2: de laatste vijf metrostellen richting Saint-Philibert stoppen hier 's avonds.
In dit metrostation kan worden overgestapt tussen de metrolijnen 1 en 2. De sporen van beide lijnen lopen in dit station parallel aan elkaar (lijn 1 op de buitenste sporen, lijn 2 op de binnenste) en er zijn twee eilandperrons. Dit resulteert erin dat er twee cross-platform-overstaps mogelijk worden gemaakt, te weten op het ene perron tussen (1) C.H.R. B-Calmette en (2) St. Philibert en op het andere perron tussen (1) 4 Cantons en (2) C.H. Dron.

## Omgeving
- Station Lille-Flandres
- Euralille
- Porte de Roubaix
- Museum Tri Postal
- Aéronef